# Rutênia Branca

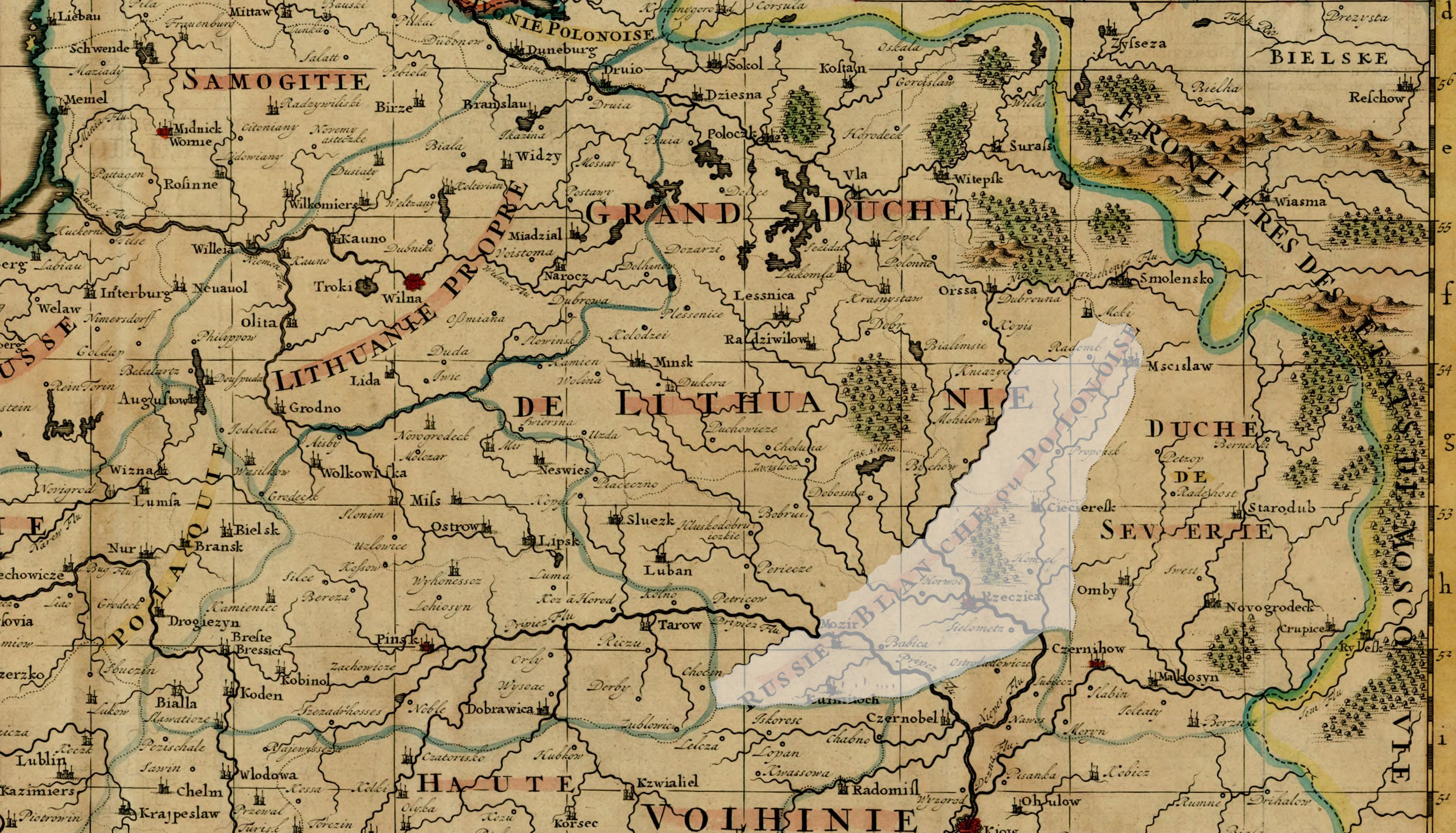
Rutênia Branca (em branco) dentro do Grão-Ducado da Lituânia, conforme descrito pelo cartógrafo francês Henri Chatelain em um mapa de 1712.

Rutênia Branca (em antigo eslavo eclesiástico:  Бѣла Роусь, Bela Rous; em bielorrusso:  Белая Русь, Biełaja Ruś; em polonês/polaco:  Ruś Biała; em russo:  Белая Русь, Belaya Rus; em ucraniano:  Біла Русь, Bila Rus), alternativamente conhecida como Russia Alba, Rus' Branca ou Rússia Branca, é um arcaísmo para denominar a parte oriental da atual Bielorrússia, incluindo as cidades de Polatsk, Vitebsk e Mahilou.